# Арендатор
Аренда́тор (наниматель) (устаревшее: лесси, посессор, посессионер, рентер, тенант) — физическое или юридическое лицо, заключившее с собственником какого-либо имущества (или уполномоченным им лицом) договор аренды (имущественного найма) и получившее во временное владение и пользование (либо только пользование) такое имущество.
Юридически термин «наниматель» равнозначен термину «арендатор», однако на практике в подавляющем большинстве случаев предпочтение отдаётся последнему.
Для отдельных видов договоров аренды правоприменительной практикой выработаны специальные термины для обозначения лица, получающего имущество во временное пользование. Так например, арендатор по договору финансовой аренды в правоприменительных документах и профессиональном языке называется «лизингополучатель».
В устойчивую практику вошло использование по отношению к лицу, получившему имущество во временное владение и пользование не от собственника от арендующего его лица (субаренда), закреплённого законодательством термина «субарендатор» («поднаниматель»). При передаче имущества субарендатором в последующую аренду в редких случаях используется термин «субсубарендатор».